# Ratolí de Thomas de la Jalca
El ratolí de Thomas de la Jalca (Thomasomys shallqukucha) és una espècie de mamífer rosegador de la família dels cricètids. És endèmic del nord del Perú. El seu hàbitat natural són els boscos montans. Es nodreix de llavors i petits invertebrats. Té una llargada de cap a gropa de 116-142 mm, la cua de 145-171 mm i un pes de 40,4-70 g. El seu nom específic és una combinació de dos mots en quítxua de Lambayeque: shallqua, que significa ‘Jalca’, i ukucha, que significa ‘ratolí’.